# 黃喜燦
黃喜燦（韓語：황희찬，韓語發音：[hwaŋ.ɦi.tɕʰan]或[hwaŋ] [hi.tɕʰan]；1996年1月26日—），韓國職業足球員，現時效力英超球隊狼隊，他也代表韓國國家男子足球隊，司職前鋒。

## 早年生活
黃喜燦在1996年1月26日出生於江原道春川市，他出生不久後便與家人一起搬到京畿道富川市，並在那裡居住了11年。黃喜燦開始接觸足球是在其就讀議政府市的新谷小學時。2008年，他在花郎–大器青年盃和東遠青年盃中都成為神射手。他的表現在韓國U12國家隊上延續，包括在坎加盃中創紀錄地射入22球。憑藉在這些比賽中的出色表現，黃喜燦獲得了第21屆車範根足球獎的大獎。
從新谷小學畢業後，黃喜燦轉讀慶尚北道浦項市的浦項製鐵初中，並參加其足球隊（浦項製鐵U15隊）的訓練。2011年，浦項製鐵中學足球隊嬴得地區和全國比賽的冠軍，他亦成為韓國足球協會U15聯賽的MVP。
在2012年亞足聯U-16錦標賽對陣北韓的比賽中，黃喜燦上演帽子戲法，助韓國在第一場分組賽旗開得勝。黃喜燦之後加入了同時為浦項製鐵U18隊的浦項製鐵高中足球隊。在2013年的阿迪達斯全明星挑戰賽中，他在12場比賽中射入12球，助其隊伍贏得賽事的冠軍。他最後亦成為賽事的最佳射手和MVP。

## 俱樂部生涯
在2014年，浦項製鐵打算將黃喜燦提升至一線隊，但奧地利足球超級聯賽的薩爾斯堡紅牛先它一步簽下這位韓國新星，並隨後把他下放至其分隊列弗寧鍛鍊。

### 薩爾斯堡紅牛
2016年11月3日，黃喜燦在歐霸盃對陣法甲球隊尼斯的比賽中替補出場並梅開二度，助薩爾斯堡紅牛取得分組賽的首勝。
2017–2018年賽季，薩爾斯堡紅牛晉級至歐霸盃的四強賽，創下其隊史四戰歐戰的最佳成績。他們分別在三十二強擊敗皇家蘇斯達、於十六強戰勝多特蒙德，再在八強殺退拉素（第二回合射入一球）。黃喜燦在對陣馬賽的四強賽第二回合中替補上場，最後亦以2–1贏出，兩回合計以2–3鎩羽於半決賽。

#### 漢堡（外借）
2018年8月31日，黃喜燦被薩爾斯堡紅牛外借至德乙的汉堡，為期一季。

### RB萊比錫
2020年7月8日，黃喜燦與RB萊比錫簽下了一份為期五年的合約。
2020年9月12日，RB莱比锡在德国杯首轮中对阵德乙球队纽伦堡。最终RB莱比锡3-0轻松获胜，初次為球隊上陣的黄喜燦即在比赛中建功。
2021年4月30日，黃喜燦在德国足协杯對陣文達不來梅的四強賽貢獻一進球一助攻，成為帶領RB萊比錫進決賽的功臣。

#### 外借至狼队
2021年8月29日，黃喜燦以租借形式加入英超球队狼队，为期一个赛季。9月11日，在狼队客场对阵沃特福德的比赛中，黃喜燦在下半场替补出场，打进了狼队的第二个进球，以2比0获胜。

### 狼队
2022年1月26日，狼队宣布啟动黃喜燦租借合同中的买断条款，他将在2022年7月1日租借合同结束之后永久加入球队，并与球队签下一份2026年到期的合约。

## 國家隊生涯
黃喜燦名列在2016年里約奧運男足比賽的韓國國家隊名單內，之後又代表韓國出戰2018年國際足協世界盃。
在2018年3月28日對上波蘭的友賽中，黃喜燦於87分鐘射入其國家隊生涯的第二球，並將比分扳平至2–2。在那場比賽中，韓國曾在上半場兩球落後於對手，他們於下半場憑藉李昌敏和黃喜燦的入球追平，但最終波蘭仍靠著彼得·傑林斯基的絕殺，以2–3取勝。
2022年世界盃足球賽，黃喜燦於第三场小组赛最後階段射入一球，協助韓國隊擊敗葡萄牙。韓國隊也因此勝仗晉身十六強。

## 生涯數據

### 俱樂部
最後更新：2020年11月20日
| 俱樂部         | 球季     | 聯賽     | 聯賽 | 聯賽 | 盃賽 | 盃賽 | 州際賽 | 州際賽 | 總計 | 總計 |
| 俱樂部         | 球季     | 聯賽     | 上陣 | 進球 | 上陣 | 進球 | 上陣   | 進球   | 上陣 | 進球 |
| -------------- | -------- | -------- | ---- | ---- | ---- | ---- | ------ | ------ | ---- | ---- |
| 薩爾斯堡紅牛   | 2015–16  | 奧超     | 13   | 0    | 1    | 0    | —      | —      | 14   | 0    |
| 薩爾斯堡紅牛   | 2016–17  | 奧超     | 26   | 12   | 6    | 2    | 3      | 2      | 35   | 16   |
| 薩爾斯堡紅牛   | 2017–18  | 奧超     | 20   | 5    | 3    | 3    | 14     | 5      | 37   | 13   |
| 薩爾斯堡紅牛   | 2019–20  | 奧超     | 27   | 11   | 5    | 1    | 8      | 4      | 40   | 16   |
| 薩爾斯堡紅牛   | 總計     | 總計     | 86   | 28   | 15   | 6    | 25     | 11     | 126  | 45   |
| 列弗寧（外借） | 2014–15  | 奧乙     | 13   | 2    | —    | —    | —      | —      | 13   | 2    |
| 列弗寧（外借） | 2015–16  | 奧乙     | 18   | 11   | —    | —    | —      | —      | 18   | 11   |
| 列弗寧（外借） | 總計     | 總計     | 31   | 13   | —    | —    | —      | —      | 31   | 13   |
| 汉堡（外借）   | 2018–19  | 德乙     | 20   | 2    | 1    | 0    | —      | —      | 21   | 2    |
| RB萊比錫       | 2020–21  | 德甲     | 5    | 0    | 1    | 1    | 1      | 0      | 7    | 1    |
| 生涯總計       | 生涯總計 | 生涯總計 | 142  | 43   | 17   | 7    | 26     | 11     | 185  | 61   |

1. ↑  奧地利盃、德国足协杯
2. ↑  歐霸
3. ↑  歐聯4場2入球，歐霸10場3入球
4. ↑  歐聯6場3球，歐霸2場1入球
5. ↑  歐聯

### 國家隊
最後更新：2022年12月5日 
| 年份 | 上陣 | 進球 |
| ---- | ---- | ---- |
| 2016 | 3    | 0    |
| 2017 | 6    | 1    |
| 2018 | 12   | 1    |
| 2019 | 11   | 2    |
| 2020 | 2    | 1    |
| 2021 | 9    | 2    |
| 2022 | 8    | 3    |
| 總計 | 50   | 10   |

### 國家隊入球
進球和結果的第一個數為韓國。
| 進球 | 日期           | 場館                             | 對手     | 比分 | 結果          | 賽事                                      |
| ---- | -------------- | -------------------------------- | -------- | ---- | ------------- | ----------------------------------------- |
| 1.   | 2016年6月13日  | 多哈贾西姆·本·哈马德体育场       |          | 2–2  | 2–3           | 2018年國際足協世界盃外圍賽 – 亞洲區第三圈 |
| 2.   | 2018年3月27日  | 波蘭霍茹夫西里西亞體育場         | 波蘭     | 2–2  | 2–3           | 友誼賽                                    |
| 3.   | 2019年1月22日  | 阿联酋杜拜拉希德體育場           | 巴林     | 1–0  | 2–1（a.e.t.） | 2019年亞足聯亞洲盃淘汰賽                  |
| 4.   | 2019年10月10日 | 京畿道華城市華城體育場           | 斯里蘭卡 | 3–0  | 8–0           | 2022年世界盃亞洲區外圍賽                  |
| 5.   | 2020年11月17日 | 奥地利瑪麗亞恩策斯多夫BSFZ體育場 |          | 1–0  | 2–1           | 友誼賽                                    |
| 6.   | 2021年6月9日   | 高陽市高陽體育園區               | 斯里蘭卡 | 4–0  | 5–0           | 2022年世界盃亞洲區外圍賽                  |
| 7.   | 2021年11月11日 | 高陽市高陽體育園區               | 阿联酋   | 1–0  | 1–0           | 2022年世界盃亞洲區外圍賽                  |
| 8.   | 2022年6月6日   | 大田市大田世界盃競技場           | 智利     | 1–0  | 2–0           | 友誼賽                                    |
| 9.   | 2022年9月23日  | 高陽市高陽體育園區               |          | 1–0  | 2–2           | 友誼賽                                    |
| 10.  | 2022年12月12日 | 賴揚教育城體育場                 | 葡萄牙   | 2–1  | 2–1           | 2022年國際足協世界盃                      |

## 榮譽

### 俱樂部
薩爾斯堡紅牛
- 奧超：2015–16、2016–17
- 奧地利盃：2015–16、2016–17、2019–20

### 國家隊
韓國U23
- 亞運：2018

## 外部連結
- Hwang-Hee-chan-Official
- 韓國足球協會：Hwang Hee-chan – National Team Stats
- Soccerway資料庫：黃喜燦